# Tomoplagia variabilis
Tomoplagia variabilis är en tvåvingeart som beskrevs av Prado, Norrbom och Lewinsohn 2004. Tomoplagia variabilis ingår i släktet Tomoplagia och familjen borrflugor. Inga underarter finns listade i Catalogue of Life.